# FMシステム
FMシステム、FM補聴システムは、補聴器や人工内耳の聞こえを補助する補聴援助システムの一種。
日本では75MHz帯および169MHz帯の利用が可能だが、最近では169MHz帯が一般的。FMシステムは、話し手が装着するFM送信機（マイクロホン）と聞き手が装着するFM受信機からなり、SN比の改善つまり騒音下での聞こえを改善することができる。
FM送信機、FM受信機、オーディオシュー（FM受信機を補聴器に接続するためのアダプター）は、障害者自立支援法の補装具として、それぞれ98,000円（FM送信機）、80,000円（FM受信機）、5,000円（オーディオシュー）が各自治体により補助される。
補聴器や人工内耳を装用したこども達が教室、課外活動、地域の交流イベントで使うのが一般的だが、職場でのコミュニケーションを助けてくれるツールとして職場でも広く使われている。